# Marcopolo (satélite)
Los satélites Marcopolo 1 y Marcopolo 2 eran dos satélites de televisión para la recepción directa de televisión. Utilizaron las cinco frecuencias, que fueron asignadas al Reino Unido en la conferencia de gestión de radio CAMR-77 para sus satélites de radiodifusión, para un programa de televisión por cada uno de esas frecuencias o varios programas de radio por frecuencia, en la posición orbital 31° Oeste.

## Preludio
Se decidió asignar la banda BSS de 11,7 a 12,5 GHz para los satélites de radiodifusión en la conferencia de gestión de radio CAMR-77.  Esta fue nuevamente dividida entre un nivel más bajo (11,7–12,1 GHz) y una media banda superior (12,1–12,5 GHz). Normalmente, como en este caso, se le asignaba a un estado sus cinco frecuencias en media banda. Debido a que el Reino Unido es un país de Europa Occidental, se le asignaron a él, junto con otros cuatro países de Europa occidental (Irlanda, Islandia, Portugal y España),  los cinco canales 4, 8, 12, 16 y 20 de la CAMR-77 para sus transmisiones por satélite en la posición orbital 31° Oeste polarizado a la izquierda. Esto significaba que sólo 25 de las 40 frecuencias disponibles en esta posición orbital de ancho de banda de 27  MHz fueron adjudicados a países europeos. Las 40 frecuencias de 27 MHz de anchura solo caben en el rango de 11,7-12,5 GHz porque los canales sucesivos estaban polarizados de manera opuesta y así sucesivamente podrían moverse juntos a 19.18  MHz.

## Licitación
En el Reino Unido, los satélites de televisión de retransmisión directa no fueron construidos por encargo del Estado ni explotados por las autoridades competentes -como fue el caso de la República Federal de Alemania y Francia-, sino que se concedió una licencia para el funcionamiento de satélites en las frecuencias asignadas al Reino Unido en la posición 31° Oeste anunciada por la responsable Independent Broadcasting Authority (IBA). Una condición de la licencia era el uso del nuevo estándar de televisión D-MAC. El licenciatario, por el contrario, tenía que seleccionar y adquirir él mismo el satélite.
Esta licitación no tuvo lugar hasta 1986-87 (mientras que los satélites TV-SAT y TDF ya se habían desarrollado desde 1979) y fue ganada por el British Satellite Broadcasting. También se postuló a esa licitación Rupert Murdoch. Cunado no ganó, él puso entonces en marcha su Sky Televisión con cuatro programas en Astra 1A, incluso antes de que entraran en funcionamiento los satélites Marcopolo.

## Descripción técnica
Satellite Broadcasting encargó a Hughes (hoy en día Boeing Defence, Space and Security) dos satélites basados en el probado y estabilizado por giro bus satelital HS 376. Estos eran significativamente más pequeños y livianos que los TV-SAT, TDF y Tele-X basados en el Spacebus 300. Cada uno de los dos satélites tenía un diámetro de 2,16 m en la configuración de lanzamiento  y era 2,7 m de alto. En órbita geoestacionaria, cuando se desplegaba la antena y se bajaba la capa exterior cilíndrica cubierta de células solares, los satélites tenían una altura de 7,2 m. Los satélites pesaban aproximadamente 1220 kg cuando fueron lanzados y al principio, cuando estaban en órbita geoestacionaria, unos 660 kg.
Para las correcciones de rumbo y de control de actitud, Marcopolo tenía 2220 litros de hidracina para los motores correctores de a bordo. Ambos satélites utilizaron un motor de apogeo de combustible sólido Star-30BP. Las células solares de los dos satélites generaron alrededor de 1100 vatios al comienzo de su vida. La antena transmisora elíptica era, una vez extendida, 2,54 m × 1,73 m de grande y produjo un nivel de señal de 59 dBW en la huella de luz. Conectando dos tubos de ondas viajeras normales en paralelo con una capacidad de 55 vatios, los satélites Marcopolo lograron, que tenían entonces una potencia inusualmente alta de 110 vatios. Esto también permitía elegir si un transpondedor tuviese que trabajar con 110 o sólo con 55 vatios de potencia del transmisión. Sin embargo, la potencia eléctrica no era suficiente para operar todos los cinco transpondedores a plena potencia; se podían utilizar como máximo tres transpondedores a la vez con la correspondiente máxima potencia de transmisión. Para poder seguir transmitiendo durante los eclipses que siempre ocurren dos veces al año, Hughes desarrolló una nueva y muy potente “súper batería de níquel-cadmio”. La precisión de alineación de la antena parabólica fue de 0,05°.
El fabricante Hughes no sólo fue responsable del desarrollo y la producción de los satélites, sino también, por primera vez, del lanzamiento (Marcopolo 1 fue el primer lanzamiento puramente comercial de un cohete estadounidense) y de las primeras pruebas en la órbita antes de que los satélites fueron entregados al operador.

## Nombres de los satélites
La mayoría de las veces los satélites fueron llamados Marcopolo. Sin embargo, los dos satélites están registrados en el Catálogo maestro NSSDC con los nombres BSB-R1  y BSB-R2. Boeing utiliza BSB o Marcopolo como nombre. BSB también pareció haber utilizado la designación Marcopolo.Además las grafías MarcoPolo y Marco Polo también son comunes.

## Operaciones en BSB
Los dos satélites fueron lanzados el 27 de agosto de 1989 y el 17 de agosto de 1990 respectivamente, y estaban ubicados conjuntamente a 31° Oeste. Juntos emitían programas de televisión en cinco canales en el estándar de televisión D-MAC, que se podían recibir en las islas británicas con antenas de 35 cm. Además, una empresa hermana del BSB comercializó el ancho de banda en D-MAC para la transmisión de datos que no era utilizado por el programa de televisión.

## Fin del BSB y paradero de los satélites
El BSB perdió la competición con Sky Television, que no retransmitía en D-MAC sino en PAL a través de Astra, y fue absorbida por este último a finales de 1991. La empresa fusionada British Sky Broadcasting (BSkyB) retransmitió Astra y cinco programas en paralelo a través de los satélites Marcopolo hasta principios de 1992. Entonces las transmisiones fueron terminadas. Los satélites fueron vendidos a Telenor y Nordiska Satellitaktiebolaget.